# Асланян Сергій Степанович
Сергій Степанович Асланян (рос. Серге́й Степанович Асланян; нар. 20 лютого 1966) — російський радіожурналіст, що спеціалізується на автомобілях.

## Життєпис
Народився 20 лютого 1966 року в Москві.
З 1987 по 1990 рік працював соціологом Всесоюзного центру вивчення громадської думки. У 1990 і 1991 роках працював художником-карикатуристом у видавництві «Дата», з 1992 по 1995 рік був редактором телепрограми «Авто&Шоу», а з 1994 по 1995 рік був ведучим «Автомобильное». обозрение" («Автомобільний огляд») на каналі РТР Бізнес. Наприкінці 1990-х — на початку 2000-х працював у ряді журналів, зокрема «Автопілот», «Коммерсантъ», «Московский комсомолець», «Мотор», «Проект Гараж», «Автомир», «МК-Мобіл».
З 1999 року працював на радіостанції «Ехо Москви», де був автором і ведучим радіопрограм «Гараж», «Парковка» і «Проезжая часть». У 2006 році став головним редактором російської редакції журналу «Авто, мотор і спорт».
З 2008 по 2012 рік працював на Радіо Маяк. У травні 2012 року його виманили з квартири і завдали йому двадцять ударів ножем. Про атаку повідомили в усьому світі. Незважаючи на важкі поранення, Асланян вижив.
З 2012 по 2014 рік вів програму «Екіпаж» на Радіо Столиця ФМ (раніше Фінам ФМ), у партнерстві з Віктором Травіним запустив сайт pravorulya.com і в партнерстві з Олексієм Буряком і Олександром Пікуленком заснував в 2014 році автоекспертний онлайн-сервіс amsrus.ru. Асланян — головний редактор.
Після короткочасного повернення на «Радіо Маяк» у 2015 році перейшов на «Радіо Комета», у 2015 році вів «Авточас с Сергеем Асланяном», а з квітня 2016 року повернувся на «Ехо Москви» в програмі «Гараж». З липня 2018 року аж до закриття радіостанції у березні 2022 року вів програму про зброю «Стрілок».
10 лютого 2023 року Мін'юст Росії вніс Асланяна до списку іноземних агентів.